# Langues aklanon
Les langues aklanon sont des langues bisayas occidentales parlées dans la région d’Aklan et de Panay aux Philippines et faisant partie des langues austronésiennes. Elles comprennent notamment l'aklanon (394 545 locuteurs) et l'ibayjanon, parlés dans la même province.

Région d'Aklan, en rouge sur la carte.

L'aklanon s'écrit avec l'alphabet latin mais été écrit historiquement en baybayin. Il est compréhensible à 65-68 % avec l'hiligaïnon. Il a la particularité de posséder un digramme « Ea » (avec un L prononcé avec un R roulé) : selon la légende se digramme proviendrait du premier dirigeant d'Aklan, Datu Bangkaya qui avait une langue trop courte qui ne lui permettait pas de prononcer le son L.
Quant à l'ibayjanon, il est parlé dans la région de Ibajay (Aklan) par 39 643 locuteurs. Son lexique est similaire à 93 % avec celui de l'aklanon.